# ATP Challenger Doha
Das ATP Challenger Doha (offiziell: Haba Qatar ATP Challenger) war ein Tennisturnier, das 2005 einmalig in Doha, Katar, stattfand. Es gehörte zur ATP Challenger Tour und wurde im Freien auf Hartplatz gespielt.

## Liste der Sieger

### Einzel
| Jahr | Sieger           | Finalgegner      | Ergebnis       |
| ---- | ---------------- | ---------------- | -------------- |
| 2005 | Olivier Patience | Julien Benneteau | 2:6, 6:4, 7:65 |

### Doppel
| Jahr | Sieger                     | Finalgegner                        | Ergebnis |
| ---- | -------------------------- | ---------------------------------- | -------- |
| 2005 | Łukasz Kubot Oliver Marach | Alexei Kedrjuk Orest Tereschtschuk | 6:4, 6:1 |